# Модел Ламбда-CDM
Моделът Ламбда-CDM или ΛCDM (съкращение от английски: lambda cold dark matter – ламбда студена тъмна материя) е параметризация на космологичния модел на Големия взрив, в който Вселената съдържа три основни компонента: първо, космологична константа, обозначена с гръцката буква ламбда (на гръцки: Λ), която се асоциира с тъмната енергия; второ, постулираната студена тъмна материя (съкратено CDM от английски: cold dark matter); и трето, обикновена материя. Често се нарича стандартен модел на космологията на Големия взрив, тъй като е най-простият модел, който дава сравнително добра представа за следните свойства на космоса:
- съществуването и структурата на реликтово излъчване;
- мащабната структура в разпределението на галактиките (мегагалактики);
- наблюдаваното изобилие от водород (включително деутерий), хелий и литий;
- ускоряващото се разширяване на Вселената, наблюдавано в светлината от далечни галактики и свръхнови.

Моделът приема, че общата теория на относителността е правилната теория на гравитацията в космологични мащаби. Той се появява в края на 90-те години на миналия век като съгласувана космология, след период на изследвания, в който различни наблюдавани свойства на Вселената изглеждат взаимно несъвместими и няма консенсус относно структурата на енергийна плътност на Вселената.
Моделът ΛCDM може да бъде разширен чрез добавяне на космологична инфлация, квинтесенция и други елементи, които са текущи области на спекулации и изследвания в космологията.
Някои алтернативни модели оспорват допусканията на модела ΛCDM. Примери за такива модели са модифицираната нютонова динамика, ентропийната гравитация, модифицираната гравитация, теории за широкомащабни вариации в плътността на материята на Вселената, биметрична гравитация, мащабна инвариантност на празното пространство и разлагаща се тъмна материя (DDM).